# Virgolândia
Virgolândia är en kommun i Brasilien.   Den ligger i delstaten Minas Gerais, i den sydöstra delen av landet, 700 km öster om huvudstaden Brasília. Antalet invånare är 5 659.
Omgivningarna runt Virgolândia är huvudsakligen savann. Runt Virgolândia är det glesbefolkat, med 12 invånare per kvadratkilometer.